# 金斗营镇
金斗营乡，是中华人民共和国山東省聊城市阳谷县下辖的一个乡镇级行政单位。

## 行政区划
金斗营乡下辖以下地区：
东金二村、斗西村、斗东村、子南一村、子南二村、子中村、子北一村、子北二村、西金村、东金一村、吴台一村、吴台二村、吴台三村、前进村、王沙沃村、胡沙沃村、张堤村、闫堤村、刘堤村、林炉村、莲花池一村、莲花池二村、莲花池三村、莲花池四村、莲花池五村、莲花池六村和莲花池七村。